# Le Lab (émission de télévision)
Pour les articles homonymes, voir Le Lab.
Le Lab est une émission de télévision québécoise animée Philippe Fehmiu, diffusée à VOX (réseau de télévision). De style « magazine d'information », l'émission traite des nouvelles technologies en présentant des reportages et des chroniques variées.
L'émission est diffusée le jeudi à 21h30 et est rediffusée à plusieurs reprises pendant la semaine.

## Équipe de chroniqueurs
- Michelle Blanc
- Camille Dg
- Melissa-Maya Falkenberg
- Stéphanie Gagnon
- Bruno Guglielminetti
- Marie-Ève-Lyne Michel
- Tamy Emma Pépin

## Sources
- Site officiel - Le Lab
- Site officiel - Vox